# Horace Chenery
Horace (Henry) Robert Chenery (ur. 16 marca 1886, zm. 1 listopada 1971) – brytyjski zapaśnik walczący w stylu wolnym. Olimpijczyk z Londynu 1908, gdzie zajął dziewiąte miejsce w wadze średniej.

## Letnie Igrzyska Olimpijskie 1908
| Konkurencja      | Rundy eliminacyjne    | Klas. końcowa |
| Konkurencja      | 1/8                   | Miejsce       |
| ---------------- | --------------------- | ------------- |
| 73 kg styl wolny | Stanley Bacon (GBR) P | 9.            |